# Pterolophia subrubra
Pterolophia subrubra là một loài bọ cánh cứng trong họ Cerambycidae.